# Condado de Esclafana

Escudo de los Sclafani.

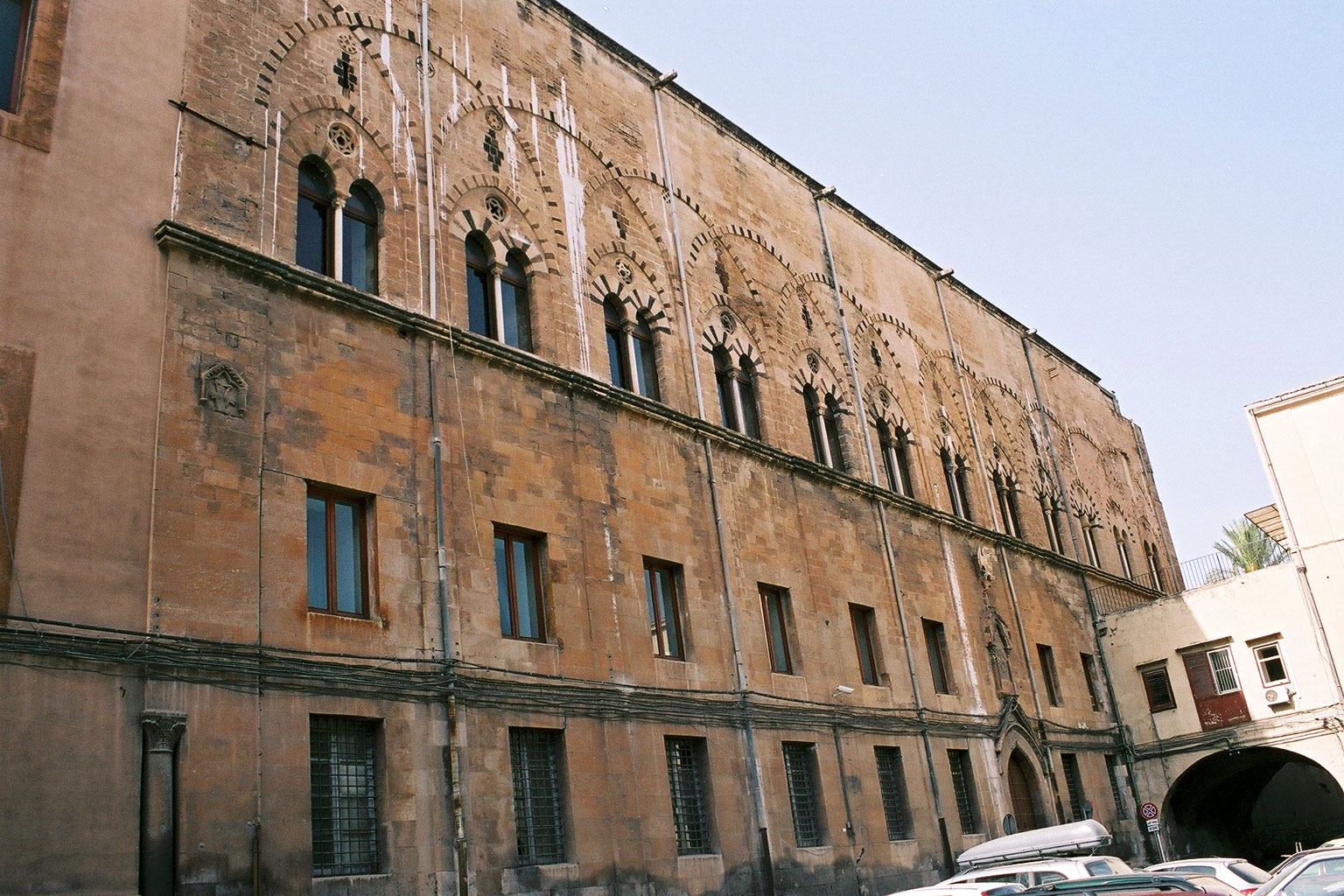
Palacio Sclafani en Palermo.

El condado de Esclafana (del italiano: contea di Sclafani) es un título nobiliario italiano. Su nombre se refiere al municipio siciliano de Sclafani, en la provincia de Palermo.
Este título se incorporó a la casa de Paternò, emparentada con la casa de los Vélez, que a su vez se unió a la casa de Villafranca del Bierzo, en la que finalmente revirtió la casa de Medina Sidonia. Por ello el título fue ostentado por los jefes de dichas casas hasta que le fue reconocido a Ignacio Álvarez de Toledo y Palafox, hijo de Francisco de Borja Álvarez de Toledo y Gonzaga, XVI duque de Medina Sidonia. 

## Condes de Sclafani
- Ignacio Álvarez de Toledo y Palafox, conde de Esclafana.